# Вінницький технічний фаховий коледж
49°14′02″ пн. ш. 28°24′50″ сх. д. / 49.233881° пн. ш. 28.413793° сх. д.

Вінницький технічний фаховий коледж — один з найбільших закладів фахової передвищої освіти у Вінницькій області

## Історія зміни назви
Коледж розпочав свою діяльність 14 грудня 1964 року як Технікум електровакуумного приладобудування, 1967 року перейменований у Вінницький технікум електронних приладів. З 1995 року технікуму надано статус вищого навчального закладу І-II рівня акредитації й нову назву — Вінницький технічний коледж. У 2020 році коледж отримав теперішню назву.

## Напрямки підготовки
Підготовка фахівців на денній формі навчання проходить з 7 спеціальностей:
- Електроенергетика, електротехніка та електромеханіка
- Транспортні технології на автомобільному транспорті
- Облік і оподаткування
- Комп’ютерна інженерія
- Телекомунікації та радіотехніка
- Підприємництво, торгівля та біржова діяльність
- Фінанси, банківська справа та страхування

## Педколектив
Зараз[коли?] в коледжі працює понад 80 викладачів, серед яких 4 кандидати педагогічних та технічних наук, 14 пошукачів та аспірантів, 26 відмінників освіти України, 37 мають вищу та першу кваліфікаційну категорію, 13 методистів-наставників.
З жовтня 2022 року очолює коледж «Відмінник освіти України», депутат Вінницької міської ради V, VI та VIII скликання Світлана Михайлівна Василюк.

## Навчальна база
Вінницький технічний коледж має навчальний та лабораторний корпус, де обладнано 40 навчальних кабінетів, 20 лабораторій та 6 комп'ютерних класів, наочне обладнання та навчально-методичне забезпечення яких дозволяє в повному обсязі забезпечити проведення теоретичних, лабораторних та практичних занять.
Практичне навчання студентів проводиться в навчально-виробничих майстернях, які мають слюсарну, механічну, та радіомонтажну дільниці, комп'ютерні та вимірювальні лабораторії.
До послуг студентів бібліотека, буфет, гуртожиток. У коледжі регулярно відбувається презентація тижнів відділень та предметних комісій: конференції, олімпіади, брейн-ринги, зустрічі.

## Позакласна робота
Утвердженню державності в Україні сприяє система клубно-гурткової роботи: ансамбль народного танцю «Юність Поділля», ансамбль сучасного та бального танцю «Поліденс», вокальний ансамбль, театральна студія, оркестр народних інструментів, духовий оркестр.
Клуб «Мандрівик» знайомить з історією та пам'ятними місцями рідного краю, клуб «Подруга» та школа «Лицарів» пропагують здоровий спосіб життя та формують громадянську активність, клуб «Світлиця» залучає студентів до джерел національної культури, клуб «Спілкування», «Бізнес-клуб» тощо.
Увага приділяється розвитку і вдосконаленню фізичної культури та зміцненню здоров'я студентів. Коледж має спортивний комплекс, в якому є спортивна та тренажерна зала, спортивний майданчик. Протягом навчального року проводяться спартакіади з футболу, баскетболу, волейболу, настільного тенісу та з інших видів.
Щорічно коледж посідає призові місця в обласних олімпіадах з хімії, української мови, інформатики, математики, біології. Коледж є переможцем щорічних виставок технічної творчості викладачів та студентів ВНЗ І-II рівнів акредитації Вінницької області.

## Випускники
- Павло Корнелюк (1988—2017) — українська військовик, старший солдат Збройних сил України, учасник російсько-української війни.
- Вікторія Поліщук (2000—2022) — українська військовичка, старший солдат Збройних Сил України, учасниця російсько-української війни. Загинула під час російського вторгнення в Україну в 2022 році. Лицарка Ордену «За мужність» III ступеня.